# Verpackungsgesetz
Das Verpackungsgesetz (VerpackG) bezweckt eine möglichst geringe Auswirkung von Verpackungsabfällen auf die Umwelt in Deutschland. Es dient der Umsetzung der Richtlinie 94/62/EG über Verpackungen und Verpackungsabfälle. Ziel des Gesetzes ist es, die Recyclingquoten zu erhöhen.

## Inhalt
Dazu legt das Verpackungsgesetz Anforderungen an die Produktverantwortung fest. Das Gesetz richtet sich an Hersteller, Online-Händler und Unternehmen, die wiederverwertbare Verpackungen in Umlauf bringen. Das Gesetz soll das Verhalten der Verpflichteten so regeln, dass Verpackungsabfälle vorrangig vermieden und einer Vorbereitung zur Wiederverwendung oder dem Recycling zugeführt werden.
Mit dem Gesetz setzen die Koalitionsparteien ein im Koalitionsvertrag selbstgestecktes Ziel um. Es hat am 1. Januar 2019 die bislang geltende Verpackungsverordnung ersetzt. Hauptaspekte des Verpackungsgesetzes sind die Registrierungspflicht bei der Zentralen Stelle sowie die Lizenzierungspflicht bei einem Dualen System (Systembeteiligungspflicht). Bei Nichtbeachtung der durch Verpackungsgesetz vorgeschriebenen Verpflichtungen drohen neben einem Vertriebsverbot auch Geldbußen, die bis zu 100.000 € betragen können.
Mit der Gesetzesnovelle 2022 sind ab 1. Januar bzw. 1. Juli weitere Regelungen in Kraft getreten. So gilt nun eine ausnahmslose Pfandpflicht für Einweggetränkeverpackungen. Des Weiteren wurden die Recyclingquoten erhöht, etwa die von Verbundverpackungen und von Getränkekartons. Zudem müssen Hersteller seit 1. Juli sämtliche Verpackungen  im zentralen Register LUCID registrieren.

### Registrierung bei der Zentralen Stelle
Das Gesetz verpflichtet die Hersteller und Vertreiber von Verpackungen, sich bei der Zentralen Stelle Verpackungsregister zu registrieren, die eigenverantwortlich die Organisation, Anwendung und Überwachung der Vorgaben des Gesetzes übernimmt.
Welche Verpackungen systembeteiligungspflichtig sind, hat die Zentrale Stelle in einem Katalog zusammengefasst, um die Einordnung in systembeteiligungspflichtig und nicht systembeteiligungspflichtig zu vereinfachen. Die Registrierung erfolgt über den Onlineauftritt der Zentralen Stelle Verpackungsregister (www.verpackungsregister.org). Die Registrierung ist nach Einrichten eines Logins möglich. Notwendige Angaben für die Registrierung sind: Name und Adressdaten des Herstellers, die UST-ID, Markennamen und die Erklärung über die Beteiligung an einem Dualen System. Im Anschluss an die Registrierung wird von der Zentralen Stelle eine Registrierungsnummer übermittelt, die dem ausgewählten Dualen System mitgeteilt werden muss.
Als ein zusätzlicher Kontrollmechanismus, dass alle Beteiligten der Verpflichtung nachkommen, ist das Register der Zentralen Stelle öffentlich einsehbar. So sind Verstöße gegen die Registrierungspflicht für alle Marktteilnehmer leicht überprüfbar.

### Lizenzierung bei einem Dualen System
Die Beteiligung am Dualen System erfolgt, indem gegen Gebühr eine Lizenz erworben wird. Auf diese Weise wird ein Vertrag mit einem Dualen System abgeschlossen. Der Auftraggeber gibt im Vertrag an, welche Menge an Verpackungen schätzungsweise im Zeitraum von einem Jahr in Umlauf gebracht werden. Die Höhe der Lizenzgebühren hängt dabei von Art und Menge des zu lizenzierenden Abfalls ab. Grundlage hierfür ist die Zuordnung der Verpackungen in Materialfraktionen wie z. B. Glas und Kunststoffe. Dem gewählten Anbieter für das Duale System wird damit die Verantwortung für die Sammlung, Sortierung und Verwertung der Verpackungen übertragen.

## Kontroversen und Kritik
Zwar verpflichtet § 21 des Gesetzes die Systeme, Anreize zu schaffen, um die Verwendung von Recyclaten sowie von nachwachsenden Rohstoffen zu fördern. Dass recycelter Kunststoff zu verwenden ist, sei jedoch nicht vorgeschrieben. Die für die Einhaltung des Verpackungsgesetzes zuständige Zentrale Stelle Verpackungsregister warnte daher im Jahr 2020 vor einer Ineffizienz des Gesetzes. Die Deutsche Umwelthilfe kritisierte, dass Mindesteinsatzquoten von Recyclat nicht im Gesetz festgeschrieben seien.